# 孙升准
孙升准（韓語：손승준，1982年5月16日—），是一位韩国足球运动员，现效力于河南建業。
他曾效力于水原三星和光州尚武，从2007年开始在全北现代汽车足球俱乐部效力。2012年转投中国足球超级联赛球队河南建業。